# Klasky Csupo
Klasky Csupo (укр. Класкі Чупо) — американська мультиплікаційна студія зі штаб-квартирою в Голлівуді, Каліфорнія. Відома за своїми культовими мультфільмами та сіткомами.
Студія заснована 30 вересня 1980 року двома мультиплікаторами Арлін Класкі та Габор Чупо, від яких і отримала назву. На компанію працює ціла група аніматорів, які раніше працювали на радянській, а згодом російській студії «Пілот».

## Історія
Klasky Csupo, Inc. була заснована в 1982 році в запасній спальні Арлен Класкі та Габора Чупо в Голлівуді. Через рік компанія переїхала на 729 Seward Street, відкривши своє перше виробництво.
Klasky Csupo спочатку здобула популярність завдяки дизайну логотипів, рекламі, трейлерам фільмів і телевізійним шоу, ставши відомою як одна з найбільш оригінальних студій в індустрії. У 1988 році студія переїхала на розі вулиць Фонтан і Хайленд у Голлівуді, розширившись до шести будівель, зовнішні стіни яких прикрашені муралами її персонажів.

## Відомі роботи
- Сімпсони
- Невгамовні
- Справжні монстри
- Дика сімейка Тонберів
- Ракети
- Як говорить Джинджер